# Marco Antônio da Silva
Marco Antônio da Silva, född 9 maj 1966, är en brasiliansk tidigare fotbollsspelare.
Marquinhos spelade 1 landskamper för det brasilianska landslaget.